# Gottlieb von Jagow
Gottlieb von Jagow (ur. 22 czerwca 1863 w Berlinie, zm. 11 stycznia 1935 w Poczdamie) – niemiecki dyplomata i polityk. 

## Życiorys
W latach 1909–1910 był posłem niemieckim w Rzymie, a w latach 1913-1916 – sekretarzem stanu w Auswärtiges Amt (ministrem spraw zagranicznych Cesarstwa Niemieckiego).